# Николај Мејер
Николај Мејер (дан. Nicolai Meyer — Фредериксхавн, 21. јул 1993) професионални је дански хокејаш на леду који игра на позицији деснокрилног нападача. 
Члан је сениорске репрезентације Данске за коју је дебитовао на светском првенству 2017. године.